# Dolichurus major
Dolichurus major là một loài côn trùng cánh màng trong họ Ampulicidae, thuộc chi Dolichurus. Loài này được Kazenas miêu tả khoa học đầu tiên năm 1976.